# モノづくり日本会議
モノづくり日本会議（ものづくりにほんかいぎ）とは、日本のモノづくり産業の発展・競争力強化を図ることを目的とした経済団体である。事務局は日刊工業新聞社に置かれている。日本のモノづくり産業が労働力人口の減少、環境・エネルギー問題、国際競争力の低下等、様々な課題を変革することで乗り越える「"超"モノづくりの推進」をテーマに事業を展開している。

## 組織概要
2007年9月に設立された「モノづくり推進会議」を前身とし、2011年10月に「モノづくり日本会議」に名称変更。約2000社が企業規模や業界の垣根を越えて参加しており、政府の成長戦略やグローバルな産業動向に応じた研究会、勉強会、シンポジウム等を年間40本程度開催している。また、優れた部品部材を表彰する「"超"モノづくり部品大賞」、子どもたちにモノづくりや理科・科学の楽しさを伝える「モノづくり体感スタジアム」等を主催している。

## 事業内容

### グローバル競争力強化関連事業
- モノづくり力徹底強化検討会
- 人材育成関連事業
  - 研究会事業
  - 子ども若者向けモノづくり魅力発信事業
- 長寿企業イノベーション勉強会
- ビジネスモデル価値創造研究会
- 新モビリティー研究会

### 新産業・ビジネス創出事業／ビジネスモデル構想力向上検討事業
- 新産業創出検討会
  - 新産業技術促進検討会
  - 農商工連携勉強会
- ロボット研究会
- ＡＩ研究会

### その他の事業
- 顕彰事業"超"モノづくり部品大賞
- モノづくり推進シンポジウム
- 特別講演会（「防災イノベーション」等）
- 地区別研究会
- 交流・マッチング事業

## 体制
モノづくり日本会議は共同議長会員、常任幹事会員、幹事会員、一般会員、賛助会員で組織される。共同議長会員、常任幹事会員から選出された企画推進委員及び事務局で構成される「企画推進委員会」を年2回開催し、具体的な活動事業を検討・決定している。「総会」は、共同議長会員、常任幹事会員、幹事会員で構成され、年1回開催している。